# Живая классика
Конкурс юных чтецов «Живая классика» — ежегодный конкурс по чтению вслух прозы на русском языке, который проходит среди школьников во всех регионах Российской Федерации и за рубежом.

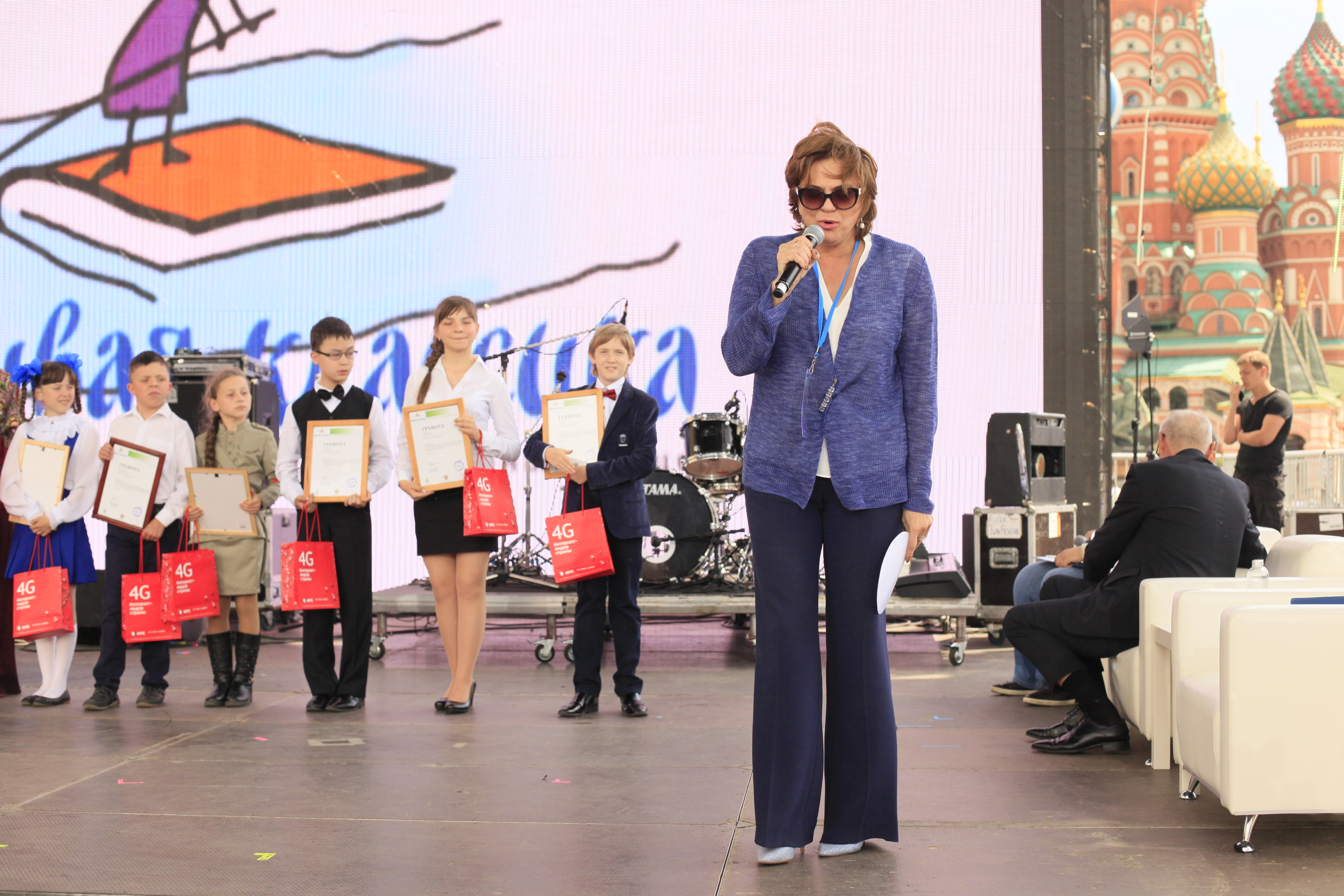
Суперфинал конкурса юных чтецов «Живая классика», Москва, Красная площадь, 2016 г.

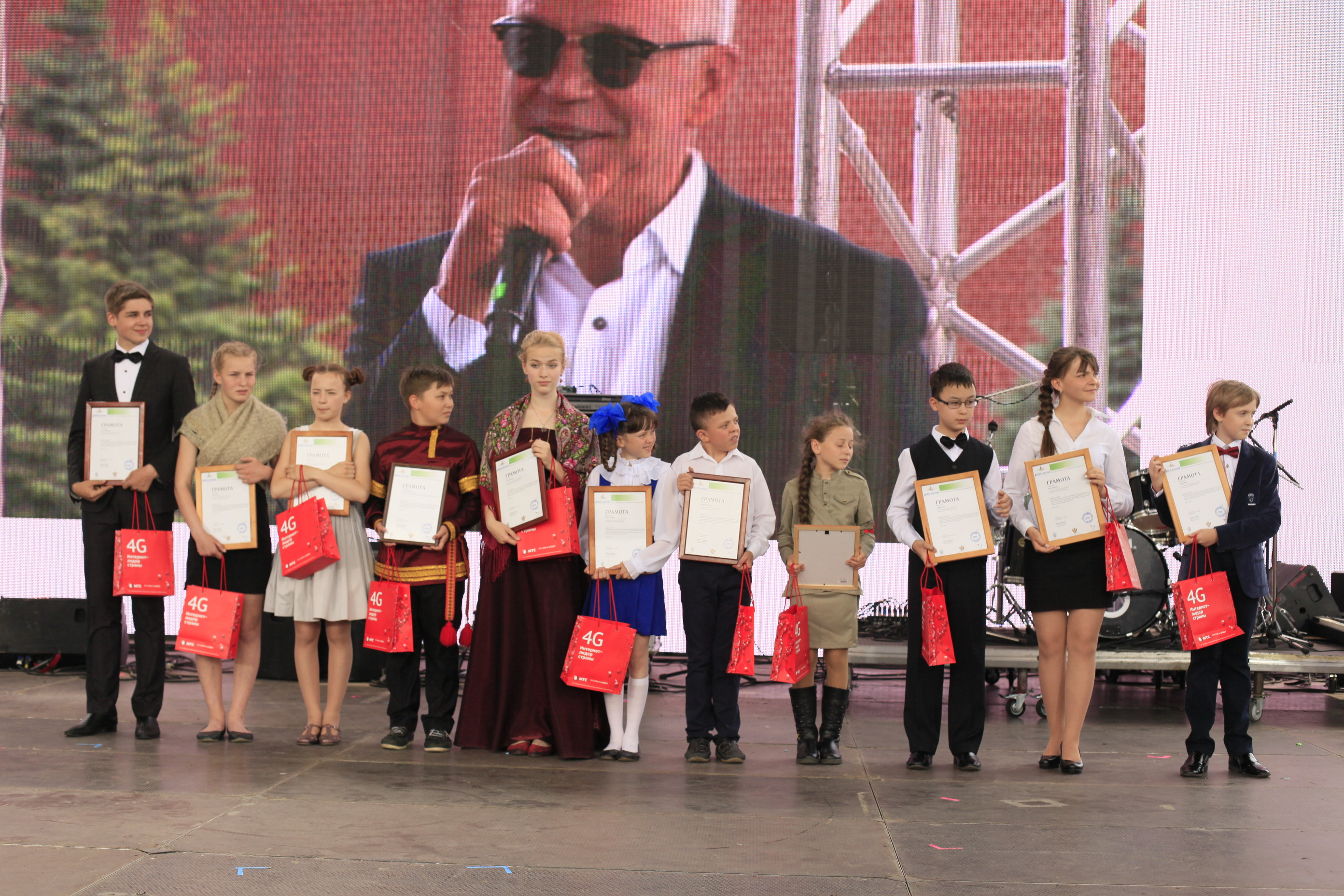
Суперфинал конкурса юных чтецов «Живая классика», Москва, Красная площадь, 2016 г.

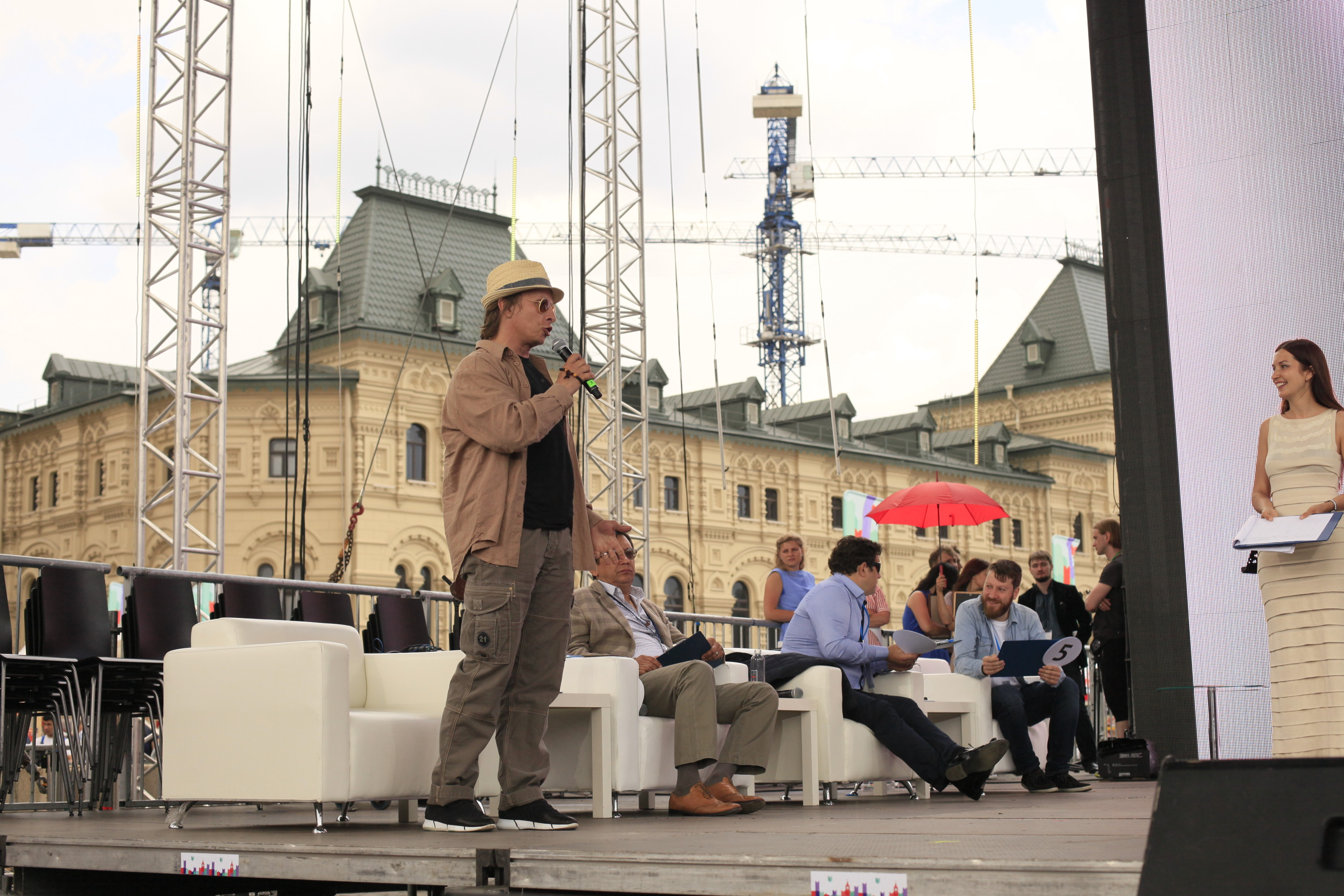
Суперфинал конкурса юных чтецов «Живая классика», Москва, Красная площадь, 2016 г.

В 2013 году конкурс был признан представителями Федерального агентства по массовым коммуникациям и печати, журналистами и деятелями культуры и искусства уникальным по своим масштабам проектом по популяризации чтения среди детей. 
Учредитель конкурса — фонд «Живая классика». Основатель — Марина Смирнова, президент фонда.
Конкурс проводится под патронатом Министерства просвещения Российской федерации и Федерального агентства по печати и массовым коммуникациям.

## Участники
Ежегодно в проекте принимает участие более 2,5 миллионов школьников из 85 регионов России и из 80 стран мира.
В рамках конкурса участники в возрасте от 10 до 17 лет читают вслух отрывки из своих любимых прозаических произведений.
За пять лет в «Живой классике» приняло участие более 10 миллионов подростков, но и на сегодняшний день проект не останавливается в развитии. Организаторы конкурса стараются поддерживать контакт с победителями, следить за их судьбой, создают и реализуют ориентированные на школьников поддерживающие проекты («Школа юных писателей» на радио «Маяк», конкурсы юных писателей, развивают портал и пр.). Марина Смирнова, президент фонда «Живая классика», рассказывает, что организаторы конкурса ставят перед собой новую цель — сформировать детское читательское сообщество, создать площадку, где читающие подростки смогут общаться между собой.

## Ход конкурса
Конкурс проходит в 5 этапов: школьный, районный и региональный туры, а затем финал в международном детском центре «Артек» и суперфинал на Красной площади в Москве.
С 2019 года добавлен классный этап конкурса, который предполагает обмен любимыми книгами с одноклассниками и последующее обсуждение прочитанного с целью приобщения к чтению нечитающих детей.
Соревнование проходит только на русском языке. Участие во всех этапах конкурса является бесплатным. Рекомендуется не превышать регламент выступления в 5 минут.
С 2016 года жюри выбирает победителей открыто, не совещаясь: каждый член жюри поднимает одну табличку с именем наиболее понравившихся ему чтецов.

## Жюри
Среди членов жюри известные писатели, деятели культуры и искусства, мэтры отечественного кинематографа и журналисты. В разные годы в жюри «Живой классики» были: режиссёры Егор Кончаловский, Борис Грачевский и Сергей Голомазов, актёры Олег Табаков, Михаил Боярский, Иван Охлобыстин, Сергей Гармаш, Елена Захарова, Игорь Петренко, Михаил Полицеймако и Борис Смолкин, писатели Людмила Петрушевская, Григорий Остер, Виктор Ерофеев и Марина Дружинина, телеведущие Светлана Сорокина, Алла Михеева и многие другие.

## Награды и оценки
Проект «Живая классика» был отмечен Агентством стратегических инициатив и несколькими престижными премиями: стал победителем премии «Гражданская инициатива» в номинации «Духовное наследие» в 2013 году, лауреатом премии «Ревизор» в номинации «Чтение XXI века. Лучшие Всероссийские проекты по продвижению книги и чтения» в 2014 и 2018 годах, лауреатом премии «Сделано в России» 2018.
В июне 2014 года президент России Владимир Путин отметил, что считает реализацию «масштабного, поистине уникального проекта „Живая классика“ востребованной, отвечающей духу и запросам времени инициативой, важным вкладом в дело популяризации чтения среди детей и подростков, развитие гуманитарного образования, в укрепление общего русскоязычного пространства».
В 2016 году на главной сцене фестиваля «Красная площадь» победителей конкурса юных чтецов «Живая классика» наградил председатель Государственной Думы Сергей Нарышкин. Он похвалил ребят за их достижения и вручил им медали. Руководитель Федерального агентства по печати и массовым коммуникациям Михаил Сеславинский отметил: «На сегодняшний день „Живая классика“ является самым масштабным детским литературным конкурсом в стране. …и превращается в настоящее детское читательское сообщество. …Сегодня мы награждаем самых талантливых юных чтецов России и мира».

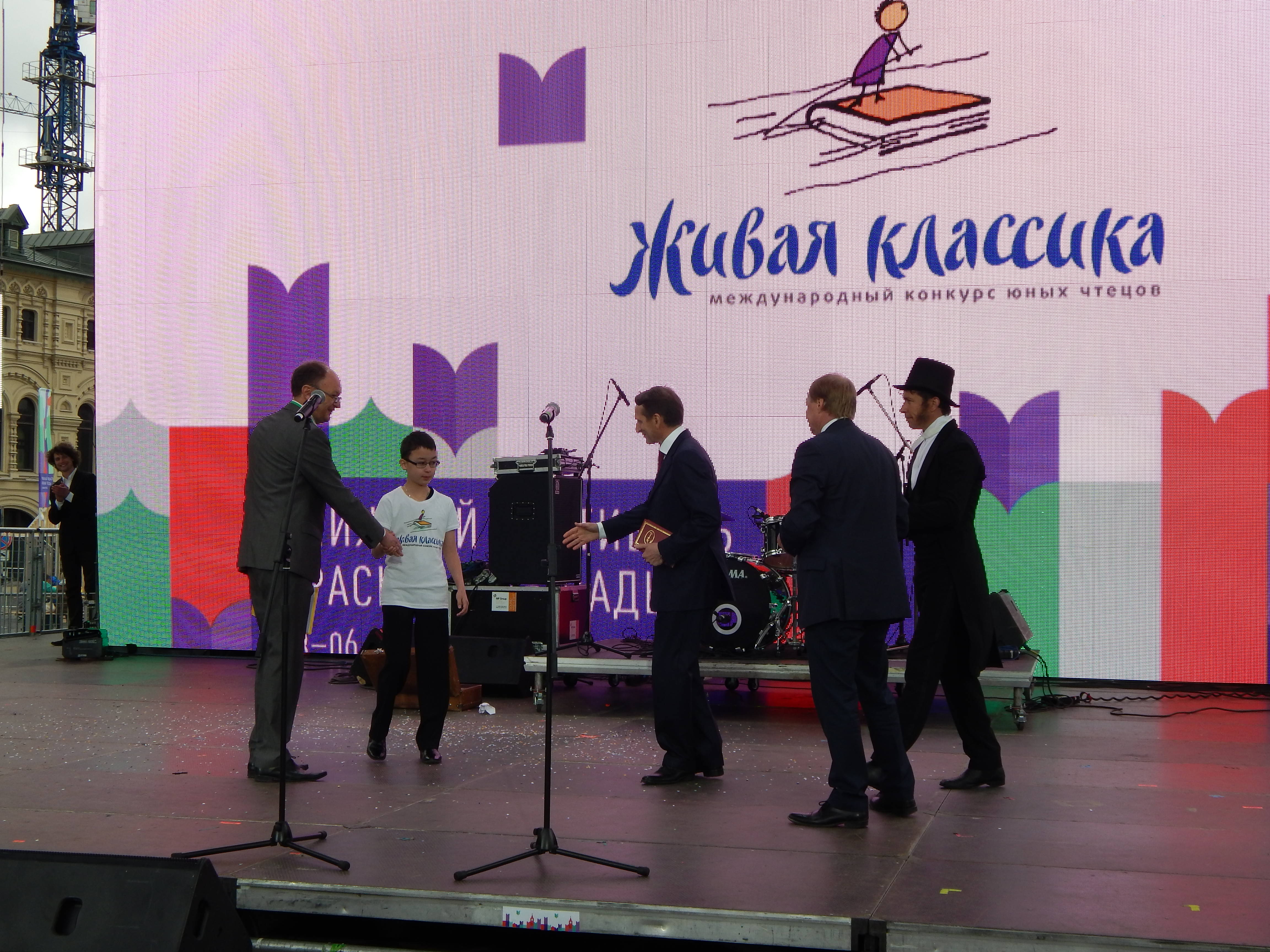
Награждение победителей конкурса юных чтецов «Живая классика», Москва, Красная площадь, 2016 г.

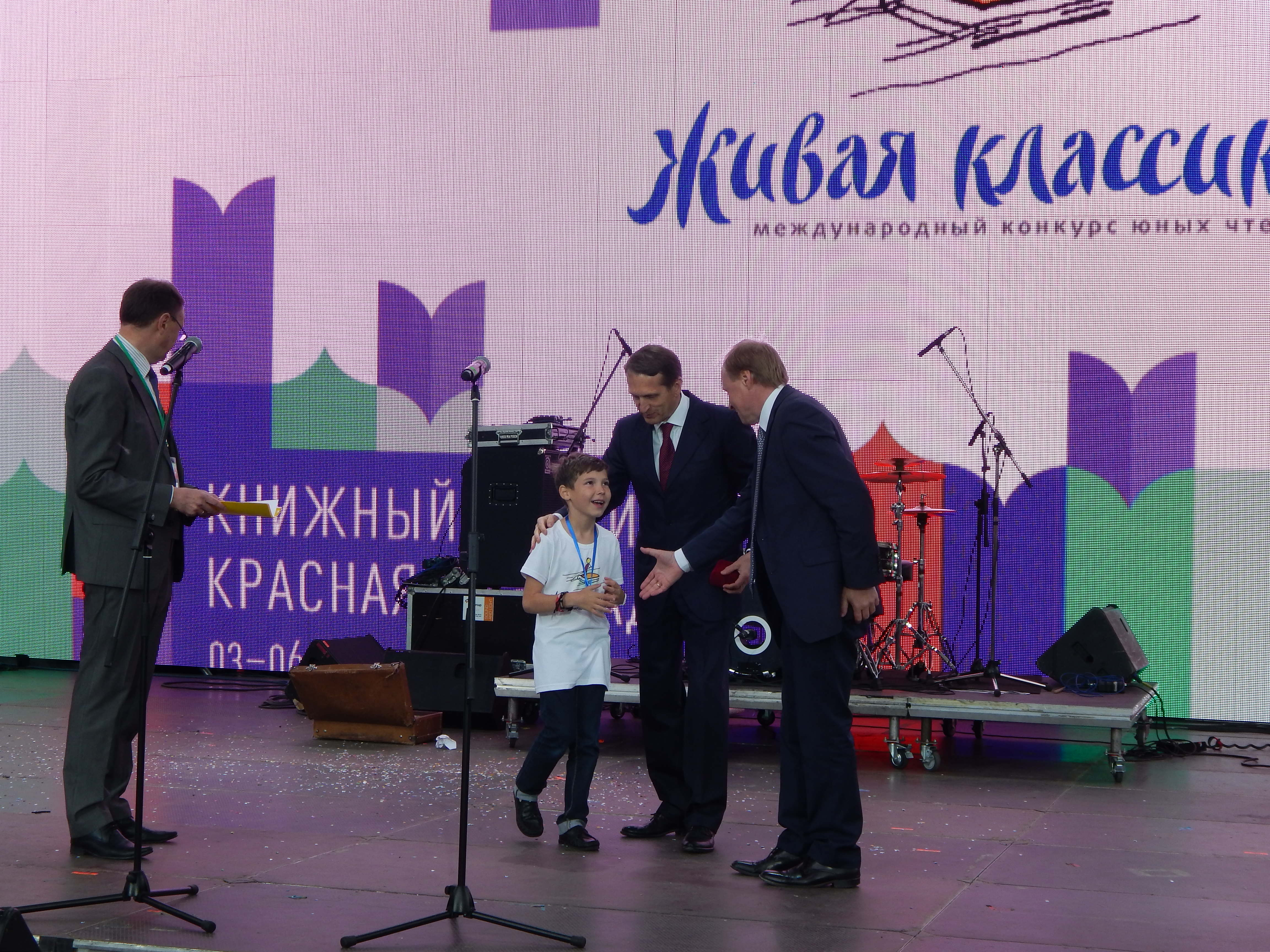
Награждение победителей конкурса юных чтецов «Живая классика», Москва, Красная площадь, 2016 г.

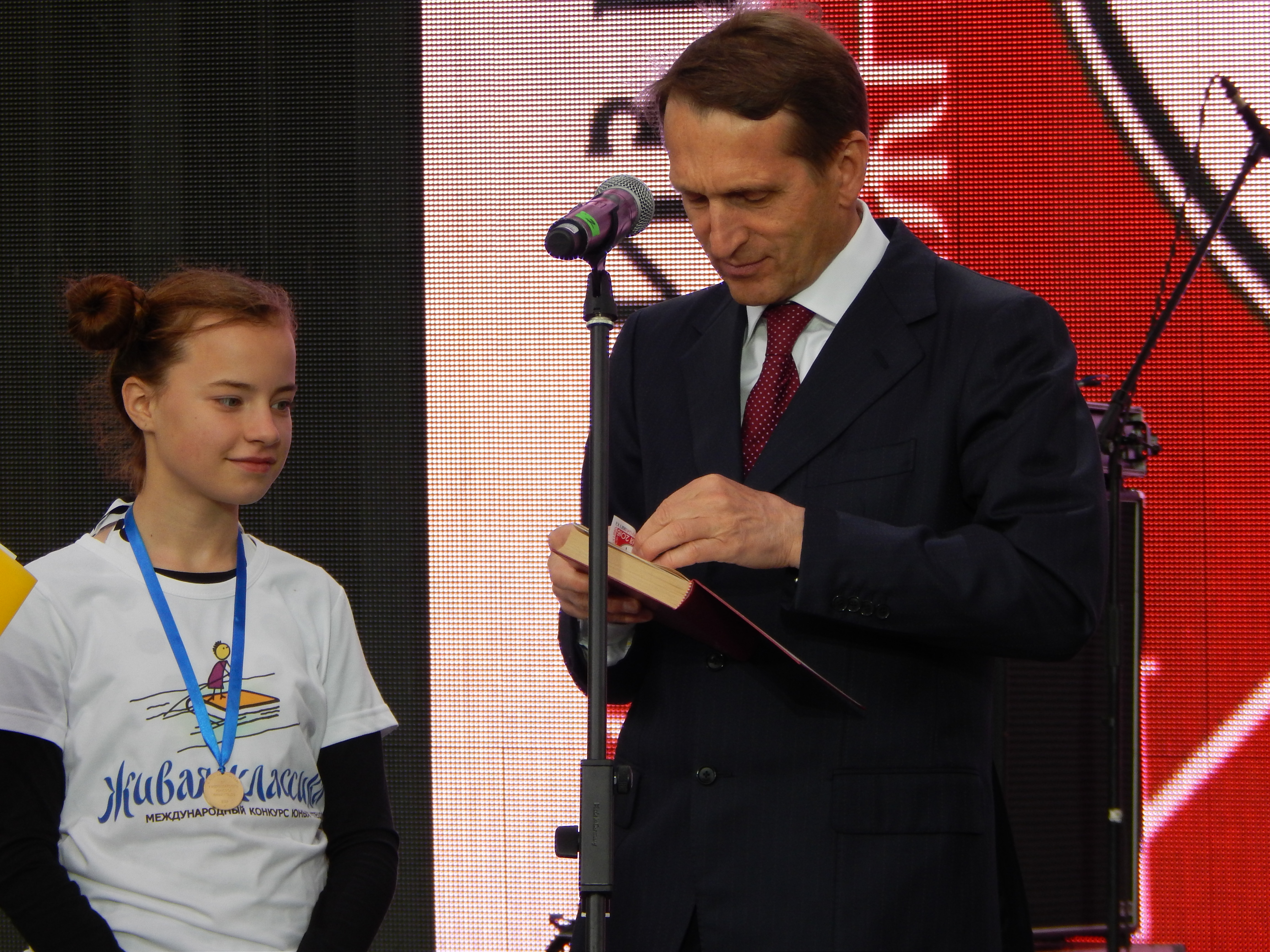
Награждение победителей конкурса юных чтецов «Живая классика», Москва, Красная площадь, 2016 г.

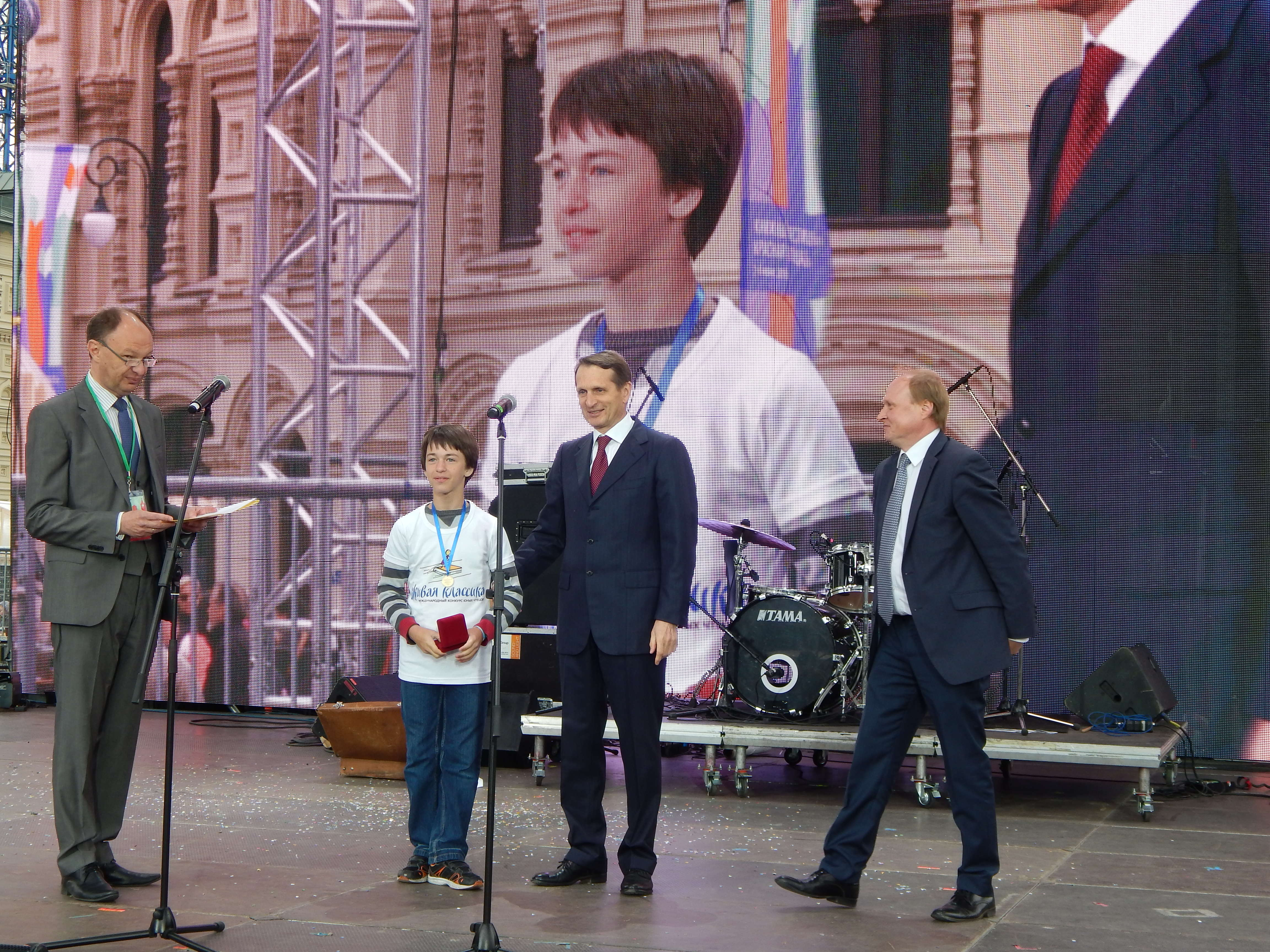
Награждение победителей конкурса юных чтецов «Живая классика», Москва, Красная площадь, 2016 г.

4 ноября 2014 года на фестивале Rusfest был представлен документальный фильм «Галоша», снятый телеканалом «Культура». Фильм рассказывает о Ване Кураносове, участнике конкурса «Живая классика». В нем авторы попытались ответить на вопрос, действительно ли чтение влияет на формирование личности и отличается ли читающий человек от того, кто далек от книг.